# Mneso
Mneso, (in greco Μνῆσος), personaggio dell'Iliade (XXI, v. 209-210), fu un guerriero peone, alleato dei troiani .
Mneso fu ucciso da Achille nell'azione bellica descritta nel libro XXI dell'Iliade relativo alla Battaglia del fiume.
()